# Hofferhof

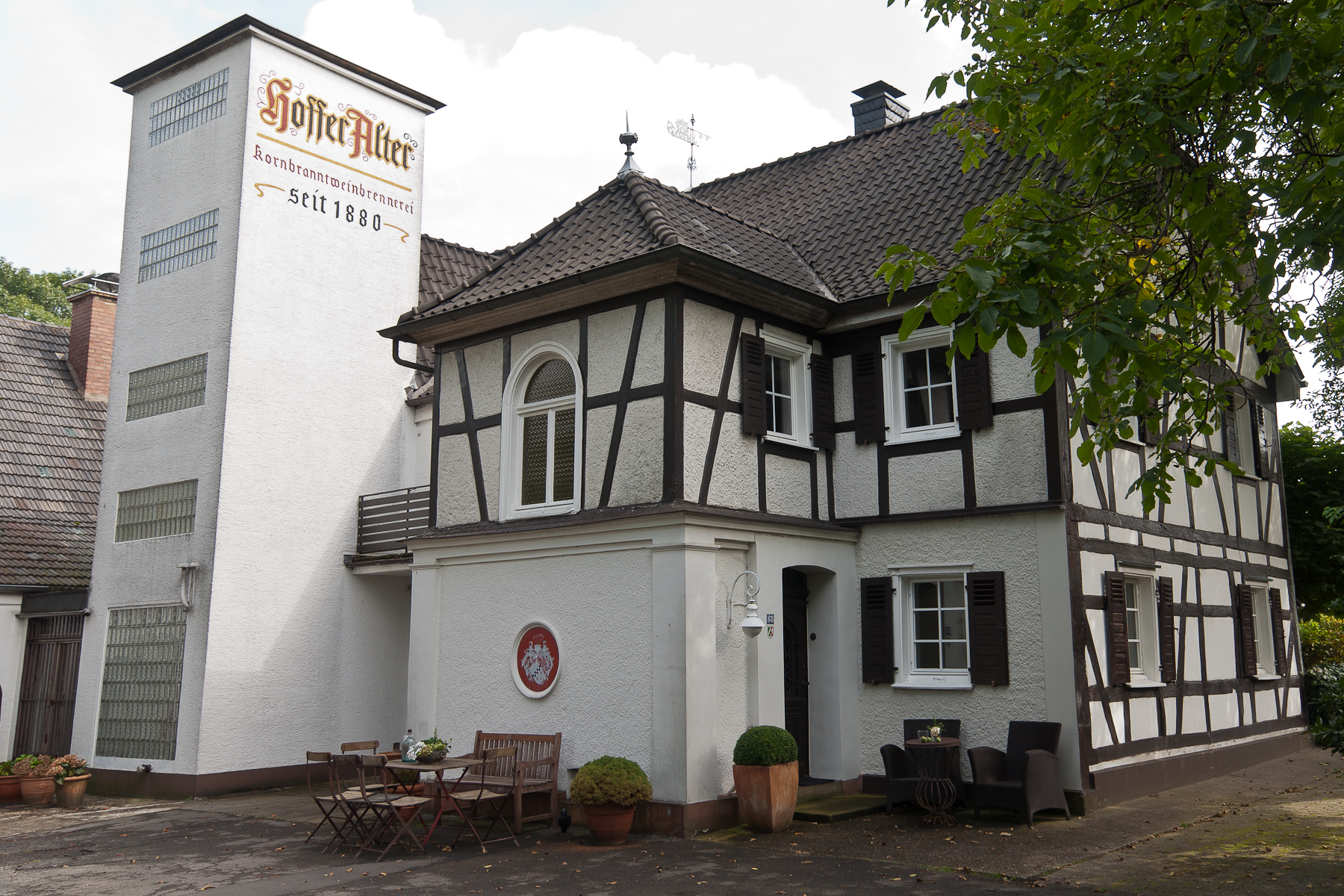
Hofferhof 68 – Denkmal Nr. 60 in Rösrath und Geburtsort von Christoph Heinrich Theodor Müllenbach

Hofferhof ist ein Ortsteil der Stadt Rösrath.

## Geschichte
Die Geschichte des Weilers reicht bis  ins  15. Jahrhundert zurück und ist mit Haus Stade verknüpft.
Der Ortsteil besteht heute aus einer Ansammlung von Hofstellen, einigen Wohngebäuden und – mit der Brennerei Hoffer Alter – einem Gewerbebetrieb. Im Sommer 2012 lebten hier laut offiziellen Angaben ca. 30 Personen, im Sommer 2015 waren es 40 Einwohner.

## Lage
Hofferhof liegt östlich des Stadtteils Hoffnungsthal und ist mit diesem durch die Kreisstraße 23 verbunden. Im Süden verläuft die Straße In der Schneekaule, die zum Ortsteil Lüghausen führt.

## Wissenswertes
Die Liste der denkmalgeschützten Bauwerke der Stadt Rösrath zählt mit den Gebäuden Hofferhof 62, 65–67 sowie 68 drei denkmalgeschützte Gebäude auf. Im Sommer 2015 wurde der Ortsteil gemeinsam von der Stadt Rösrath und dem Geschichtsverein Rösrath zum „Denkmal des Monats“ ausgerufen.
In dem Haus mit der Nummer 68 kam 1803 der Kaufmann und Gastwirt Christoph Heinrich Theodor Müllenbach als eines von zwölf Kindern zur Welt. Dessen Grabmal „Volberger Engel“ wird in Rösrath als Baudenkmal Nr. 65 geführt.